# Ferbach (Fluss)
Der Ferbach ist ein rechter Zufluss des Hillscheider Bachs bei Schönstatt, einem Ortsteil der Stadt Vallendar. Er durchfließt den Westerwaldkreis und den Landkreis Mayen-Koblenz in Rheinland-Pfalz.

## Geographie

### Verlauf
Der Ferbach entspringt auf einer Höhe von etwa 240 m ü. NHN im Ortskern des Ortsteils Höhr in Höhr-Grenzhausen.
Von hier fließt er nach Westen und unterläuft am Ortsende die Landesstraße 308. Hinter der Kläranlage am Kirchgrund fließt von rechts und von Grenzhausen kommend der Aubach ein, danach wendet sich der Bach nach Südwesten, passiert rechts das Kleinkastell Ferbach und tritt in das Stadtgebiet von Vallendar ein.
Hier verläuft er westlich und parallel zur Landesstraße 308 bis in den Vallendarer Ortsteil Schönstatt, wo er als rechter Nebenfluss in den Hillscheider Bach mündet.
Der 5,80 km lange Lauf des Ferbachs endet etwa 150 Höhenmeter unterhalb seiner Quelle, er hat somit ein mittleres Sohlgefälle von ungefähr 26 ‰.

### Einzugsgebiet
Das 8,662 km² große Einzugsgebiet des Ferbachs liegt in den Naturräumen Niederwesterwald und Mittelrheinisches Becken. Es wird durch ihn über die Hillscheider Bach und den Rhein zur Nordsee entwässert.
Das Einzugsgebiet grenzt
- im Norden und Nordosten an das Einzugsgebiet des Brexbachs, der über die Sayn in den Rhein entwässert
- im Südosten an das des Feisternachtbachs
- und im Westen an das des Rheinzuflusses Meerbach.

Ein großer Bereich des Einzugsgebiets ist bewaldet.

### Zuflüsse
- Aubach (rechts), 1,5 km
- Krautseifen (links), 0,7 km

## Bilder

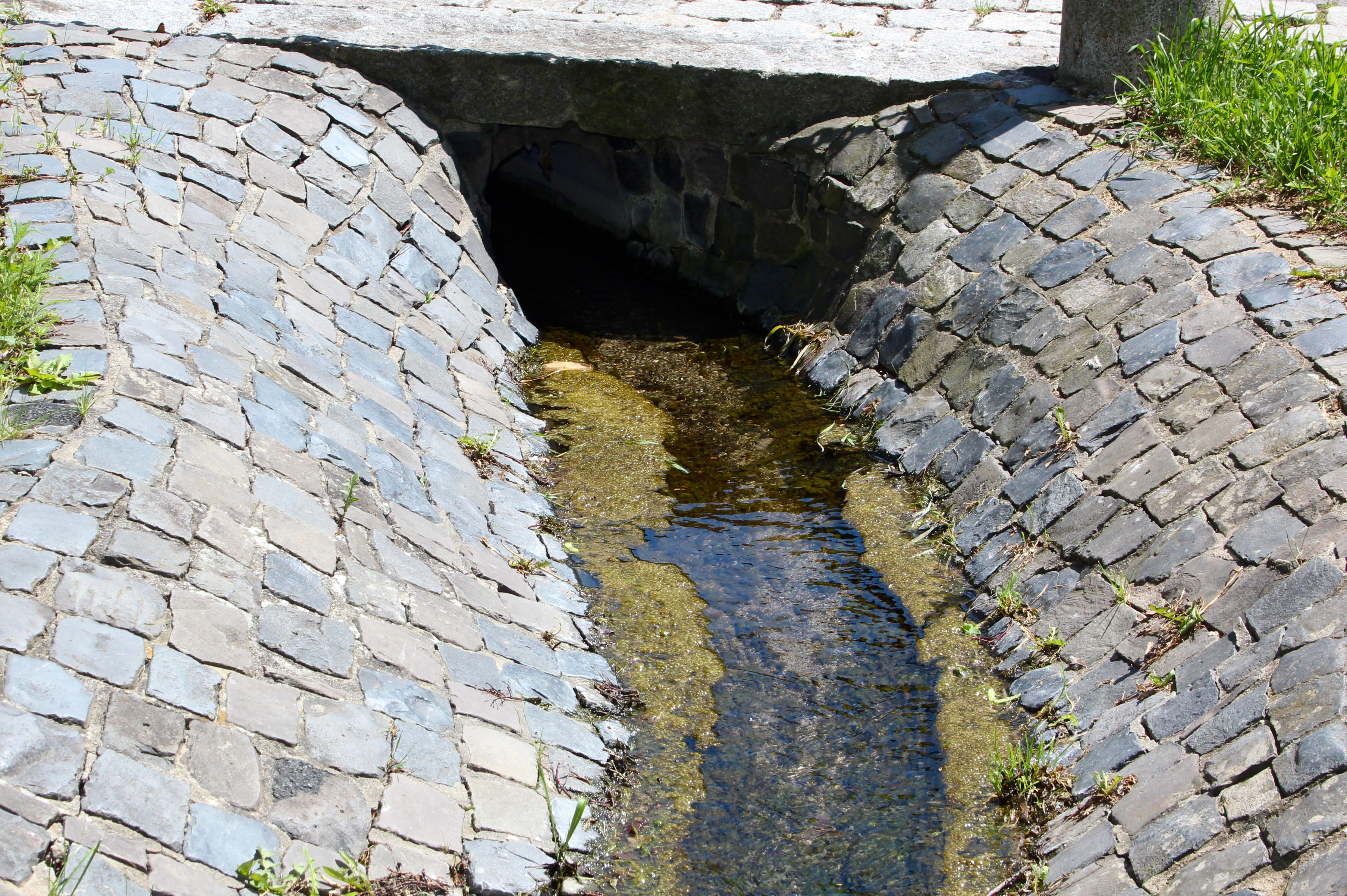
Der Ferbach in Höhr
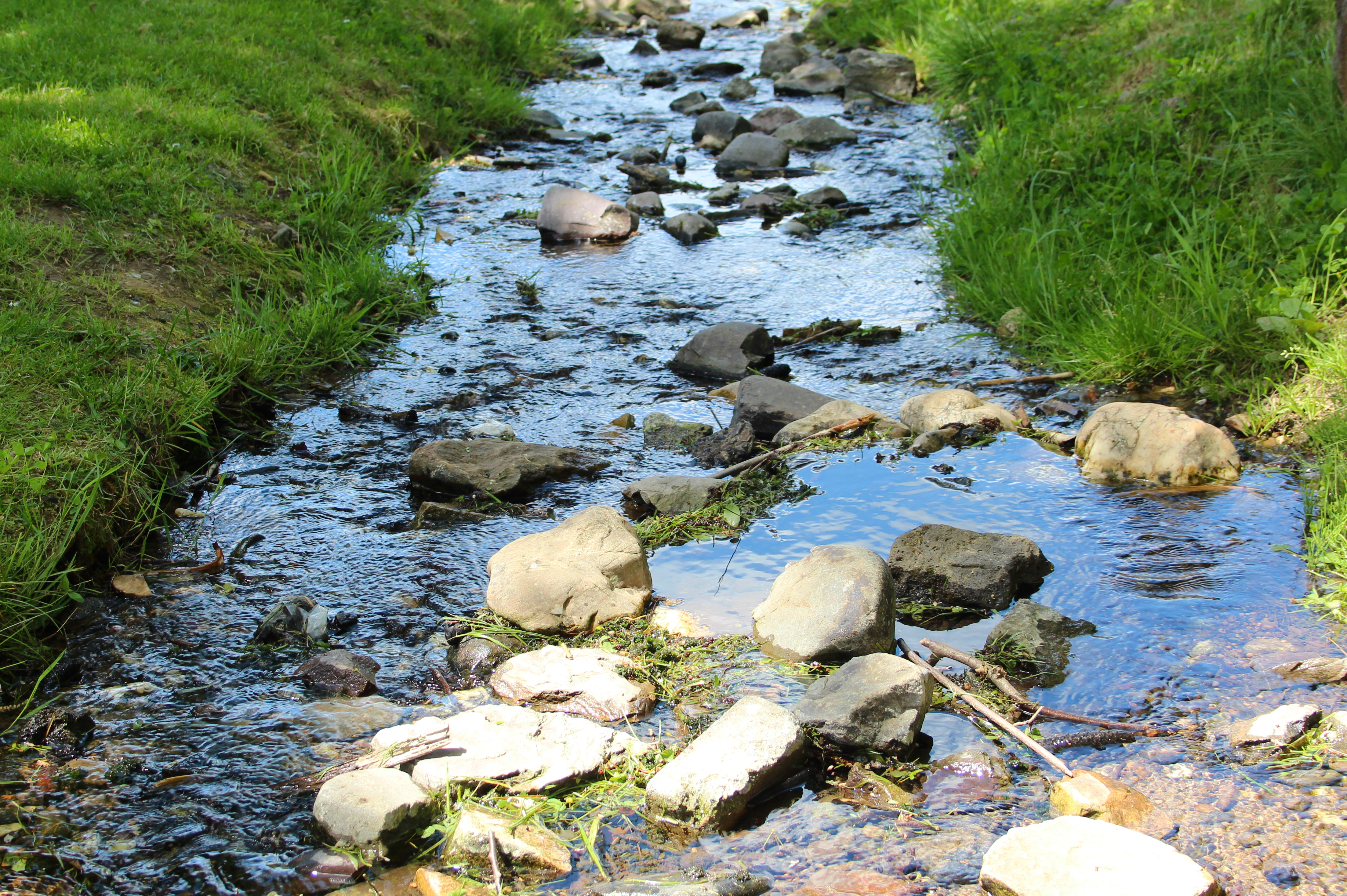
Der Ferbach in Höhr
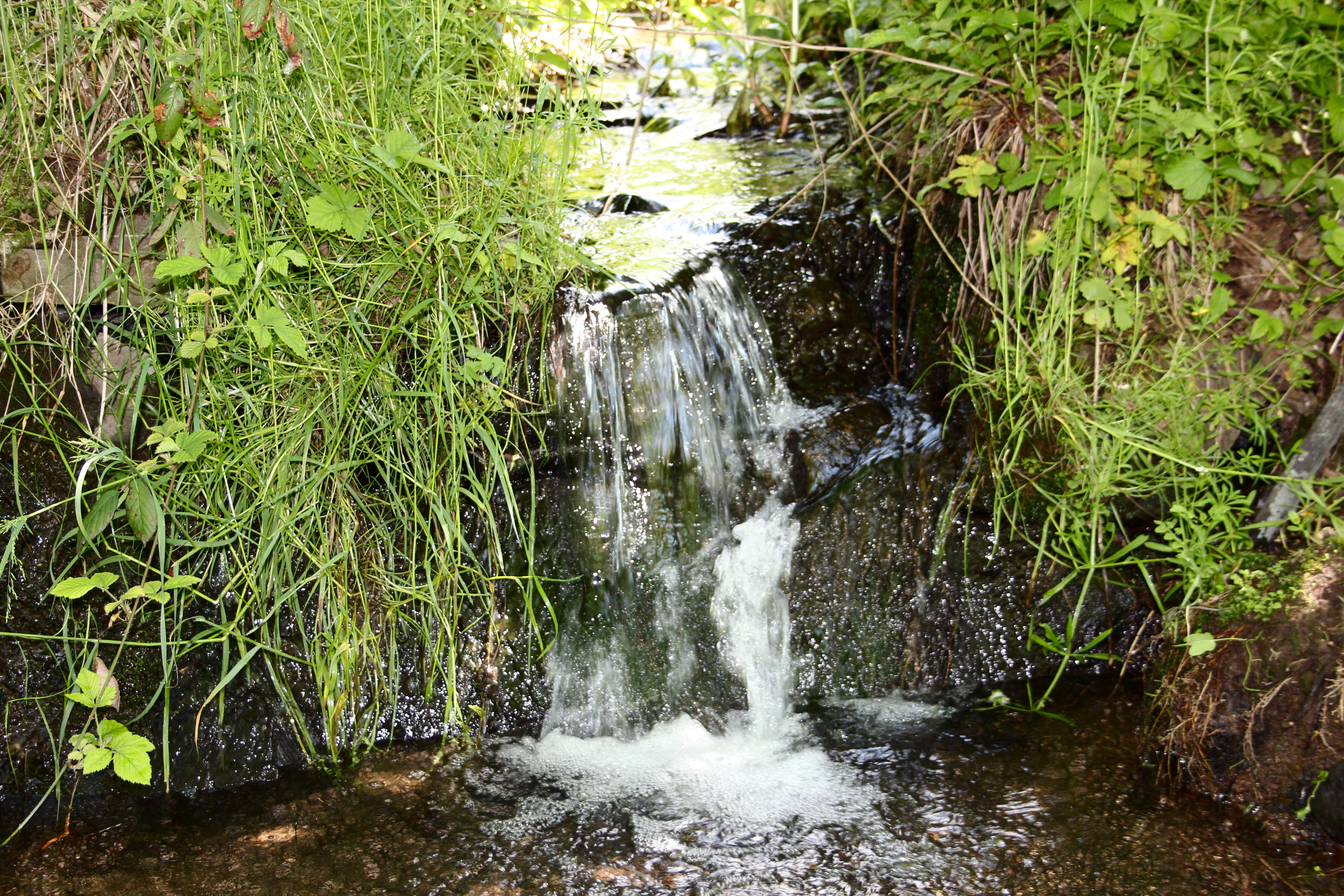
Der Ferbach kurz hinter Höhr